# Tratado de Ahmet Paşa
El tratado de Ahmet Paşa (en persa: عهدنامه احمد پاشا‎, en turco: Ahmet Paşa Antlaşması) fue un tratado de paz entre el Imperio otomano y el Imperio safávida firmado el 10 de enero de 1732 entre Ahmet Paşa, por el lado otomano, y Mehmet Rıza Kulu, por el persa, en el contexto de la guerra turco-persa de 1730-1736.

## Antecedentes
En el siglo XVII, se había alcanzado un punto de equilibrio entre los imperios otomano y safávida por los tratados de Serav y Zuhab. Sin embargo, durante el corto gobierno de la dinastía Hotaki de Afganistán, el caos en Persia resultó en guerras fronterizas, especialmente en el Cáucaso. Mientras tanto, Pedro I de Rusia comenzó a ocupar los territorios persas en el Cáucaso Norte y Transcaucasia, ganancias que fueron confirmadas por el tratado de San Petersburgo de 1723. Temiendo un Cáucaso controlado por los rusos, los otomanos se decidieron a capturar Tiflis para equilibrar el avance ruso. Sin embargo, esta acción conduciría a una larga guerra entre turcos y persas.

## La guerra
Entre 1723 y 1730, los otomanos fueron capaces de controlar el Cáucaso Sur, añadiendo Ereván y Ganyá a su dominio sobre Tiflis. En el frente meridional -Irán Occidental-, los otomanos capturaron Tabriz, Urmia, Jorramabad y Hamadán. En 1724, los otomanos y los rusos habían acordado, por el tratado de Constantinopla de 1724, repartirse los territorios iraníes entre los dos. Pero el avance otomano comenzaría a verse obstaculizado tras la toma del poder por el sah safávida Tahmasp II. Mientras su general Nader Kan lideraba a las tropas en el este, Tahmasp lanzó una irreflexiva campaña de la cual salió completamente derrotado y perdiendo Armenia, Georgia oriental, Shirvan y Hamadán. Cansados de la guerra, ambos bandos decidieron ponerle fin.

## Términos del tratado
- El Imperio otomano mantiene las ganancias territoriales en el Cáucaso.
- Los avances otomanos en Irán occidental (excepto Hamadán y Kermanshah) eran concedidas a Persia.
- El río Aras sería la nueva frontera en Transcaucasia.[2][3]

## Consecuencias
El tratado sería más un armisticio más que un tratado permanente. Ni el sultán otomano Mahmud I aprobó la pérdida de Tabriz ni Nader Shah, comandante en jefe del ejército persa, las pérdidas en el Cáucaso. Durante el reinado de Nader Shah, la Persia afsárida recuperaría estos territorios.